# Remedios (ort i Colombia, Antioquia, lat 7,03, long -74,53)
Remedios är en ort i Colombia.   Den ligger i departementet Antioquía, i den norra delen av landet, 270 km norr om huvudstaden Bogotá. Remedios ligger 547 meter över havet och antalet invånare är 6 415.
Terrängen runt Remedios är kuperad åt nordost, men åt sydväst är den platt. Runt Remedios är det glesbefolkat, med 10 invånare per kvadratkilometer. Närmaste större samhälle är Segovia, 19,0 km väster om Remedios. I omgivningarna runt Remedios växer i huvudsak städsegrön lövskog.